# 隆林耳叶柃
隆林耳叶柃（学名：Eurya lunglingensis），为山茶科柃木属下的一个种。

## 扩展阅读
維基物種上的相關：隆林耳叶柃